# Duane Baron
Duane Baron (...) è un produttore discografico statunitense.
Ha prodotto album come No More Tears (1991) di Ozzy Osbourne e Awake (1994) dei Dream Theater. Le sue altre opere degne di nota come produttore includono opere di gruppi e artisti come Beau Coup, Kix, Ted Nugent, L.A. Guns e Jetboy, tra gli altri.